# Геррон, Курт
Курт Геррон (нем. Kurt Gerron, настоящая фамилия Курт Герсон нем. Kurt Gerson, 11 мая 1897, Берлин — 15 ноября, по другим данным, 28 октября 1944, Освенцим) — немецкий актёр, режиссёр. Жертва Холокоста.

## Биография
Курт Геррон родился 11 мая 1897 в Берлине. В 1914 году после окончания гимназии был призван в действующую армию. На фронте получил несколько ранений, изучал медицину в Берлинском университете и после первых экзаменов вернулся в качестве врача на фронт. После войны завершил учёбу.
В 1920 году Геррон решил стать актёром. В 1920—1925 годах он работал в Немецком театре Макса Рейнхардта, затем выступал на сцене других берлинских театров. Участие в «Трёхгрошовой опере» Брехта в Театре на Шиффбауэрдамм принесло ему известность. Помимо работы в разговорном театре, он выступал как певец и актёр в многочисленных постановках ревю и кабаре.
С 1920 года Геррон снимался в кино. Из-за тучной фигуры ему в основном поручали колоритные роли второго плана, благодаря которым он достиг большой популярности. К его наиболее известным персонажам относятся фокусник Киперт в «Голубом ангеле» (Der blaue Engel, 1930) и адвокат в «Трое с бензоколонки» (Die Drei von der Tankstelle, 1930).
В 1926 году Геррон дебютировал в качестве кинорежиссёра, а с 1931 года он всё чаще становился за камеру; снял первые успешные комедии с Хайнцем Рюманом.
В 1933 году вскоре после прихода к власти нацистов в силу своих политических взглядов и еврейского происхождения эмигрировал во Францию, где поставил две кинокомедии, а затем в Австрию. Спустя некоторое время он переехал в Голландию, где снял один детектив и документальный фильм о голландской радиостанции, а также отвечал за голландский дубляж фильма «Белоснежка и семь гномов» Диснея. После снятой в Риме совместной итало-голландской постановки ограничился выступлениями в театре и кабаре вместе с другими эмигрантами.
В 1940 году после оккупации Голландии германским вермахтом Геррон остался в Амстердаме и стал директором еврейского театра, в котором также работали другие немецкие эмигранты. В середине 1943 года его арестовали и отправили в концлагерь Вестерборк.
25 февраля 1944 года Геррон был депортирован в концлагерь Терезиенштадт. Между 16 августа и 11 сентября 1944 года он снимал там в качестве режиссёра псевдо-документальный фильм «Фюрер дарит евреям город» (нем. Der Führer schenkt den Juden eine Stadt), попытку нацистов пустить пыль в глаза мировой общественности и Красному Кресту. При участии известных заключённых в фильме инсценировалась приятная жизнь в гетто с развлечениями и культурными мероприятиями. По завершении работы над фильмом в октябре 1944 года Курта Геррона и других участников съёмок отправили с пометкой «возвращение нежелательно» в Освенцим. Там он погиб в газовой камере.
В изначальной форме фильм о гетто так и не вышел на экраны. Отдельные фрагменты были показаны осенью 1944 года в одном из выпусков кинохроники; сохранившиеся части рабочей копии были использованы в 1964 году в документации о фильме «Так хорошо было в Терезине» (So schön war es in Terezin). В 1962 году чешский режиссёр Збынек Бриних снял фильм «Эшелон из рая», основанный на тех же событиях.